# Ryszard Poradowski
Ryszard Poradowski (ur. 11 września 1951 w Piotrkowie Trybunalskim) – dziennikarz, reporter, publicysta.
Publikował pod pseudonimami Erpor, erpe, R.R, R. Por., Ryspor, Piotr Sawicki, saw. Barbara Sawa.

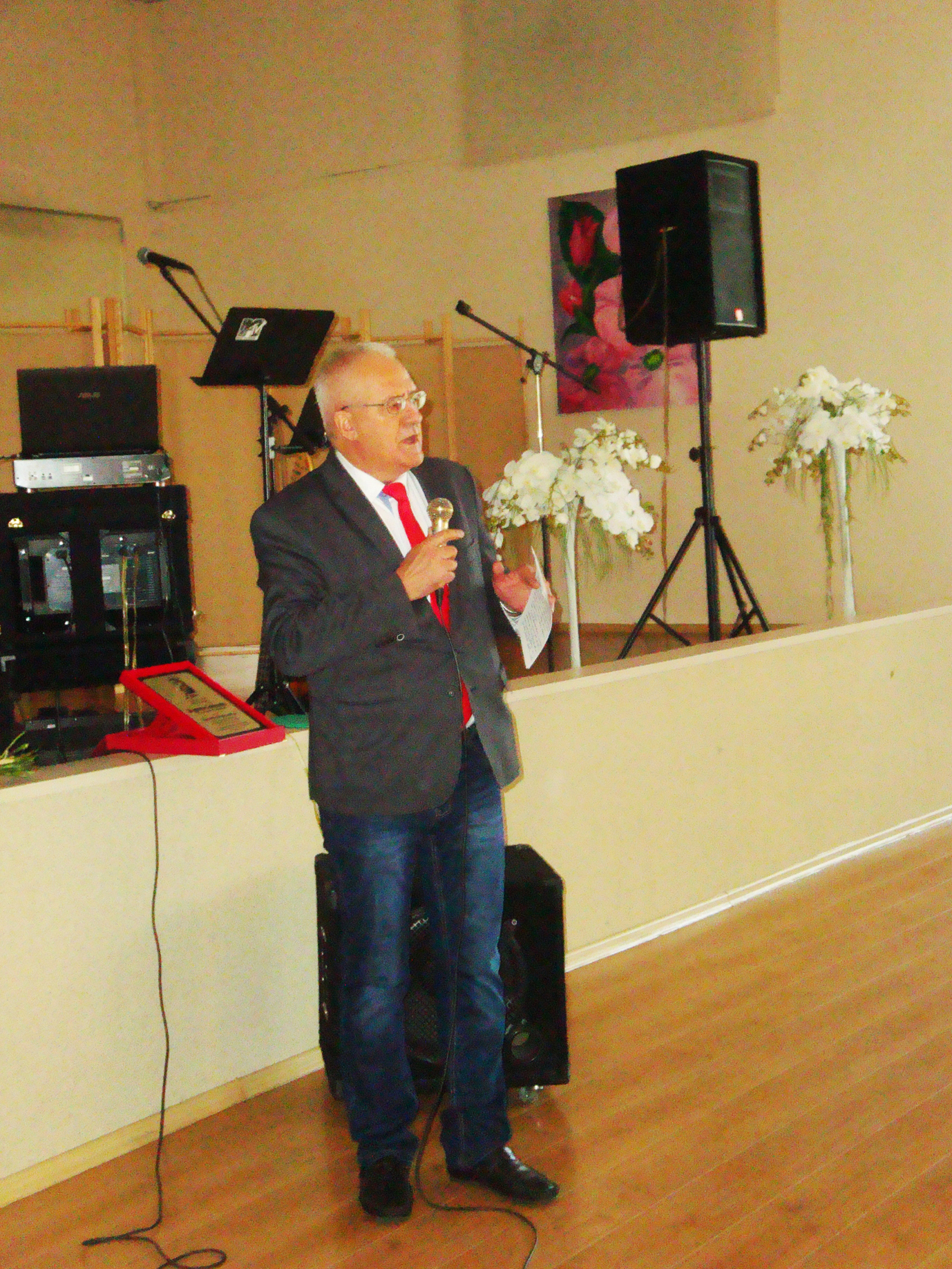
Ryszard Poradowski przemawia podczas wręczania Nagrody Literackiej im. Jerzego Wilmańskiego.

## Nauka i studia
Ukończył Liceum Ogólnokształcące w Piotrkowie Trybunalskim.
Studiował na Wydziale Filozoficzno-Historycznym Uniwersytetu Łódzkiego, kierunek historia, w 1975 r. uzyskał dyplom magistra historii.

## Działalność zawodowa
Od początku pracował zawodowo jako dziennikarz:
- W latach 1975–1994 w gazecie codziennej „Głos Robotniczy” przekształconej w latach transformacji ustrojowo-ekonomicznej w „Głos Poranny” – reporter, redaktor działów, sekretarz redakcji, redaktor naczelny;
- W 1994 r. – Biuro Prasowe Rządu, Urząd Rady Ministrów – dziennikarz;
- W latach 1995–2000 – w tygodniku „Nad Wartą” Sieradz – reporter, redaktor naczelny; dyrektor „Polskapresse” Oddział Sieradz;
- W latach 1996–1999 – „Echo Ziemi Rawskiej” – redaktor naczelny;
- W latach 2003–2010 – „Panorama Łaska” – redaktor naczelny;
- W latach 2000–2001 – w gazecie codziennej „Dziennik Łódzki” – kierownik Oddziału w Kutnie;
- W latach 2001–2009 – „Błaja News” – reporter;
- Od maja 2010 r. – zastępca, a następnie redaktor naczelny „Gazety Rzgowskiej”.
- W latach 80. XX w. stworzył Ośrodek Dokumentacji Prasowej Łódzkiego Wydawnictwa Prasowego, którym kierował.
- Współpracował m.in. z: Polska Agencja Prasowa, Polskie Radio, Kurier Polski, TV Superstacja, „Gazeta Ziemi Piotrkowskiej”, „Do Rzeczy”, „Przegląd”, „Echo”, „Panaceum” „Kurier Handlowy Polski” (w 2010 roku – redaktor naczelny).
- Obecnie współpracuje z Gazetą Rzgowską (redaktor naczelny)
- Ponadto w latach 1997–2007 był wykładowcą w Studium Dziennikarskim w Łodzi.

Dorobek dziennikarski to ogromna liczba artykułów publicystycznych pisanych od początku lat 70. XX w., w tym duża liczba artykułów krajoznawczych, o zabytkach, o restaurowaniu zabytków, o ochronie zabytków i o społecznej opiece nad zabytkami.

## Niektóre publikacje
- Fabryka Maszyn Włókienniczych Polmatex-Wolma (1864-1984), 1984 r., *Hendryk, czyli życie i działalność Henryka Rudnickiego, 1983 r.,
- Zduńska Wola i okolice, 1986 r.,
- Łask i okolice, 1988 r.,
- Henryk Rudnicki Hendryk. Ze środy na piątek – redakcja i wstęp – 1985 r.,
- Rawa Mazowiecka i okolice, 1997 r.
- Wiktor Dega – w kręgu mistrza, 2000 r.,
- Łask – trzy kolory, 2009 r.,
- Łask – miasto nad Grabią, 2008 rok,
- W środku Polski, 2011 r.
- Zeszyty Łaskie – 2011 r., zeszyt l.
- Łódź pełna zabytków, Łódzki Oddział Towarzystwa Opieki nad Zabytkami, współautorstwo tekstu z Mirosławem Zbigniewem Wojalskim, grafika Leonarda Grabowskiego
- Ryszard Poradowski. Łódź: Ludowe Towarzystwo. Gospodarcze 1992 R.3 nr 152-229 (lipiec-wrzesień)[1].

## Działalność społeczna
- Członek Związku Zawodowego Pracowników Łódzkiego Wydawnictwa Prasowego, a następnie jego przewodniczący,
- Prezes Stowarzyszenia Dziennikarzy RP Oddział w Łodzi (2006-2011 i 2012-2016)[2], 30 maja 2008 – Ryszard Poradowski (Łódź) –[3].
- Współzałożyciel Towarzystwa Opieki nad Zabytkami w Łodzi, przez 1 kadencję sekretarz Oddziału, przez 2 kadencje prezes Oddziału[4],
- Przewodniczący (prezes) łódzkiego Oddziału Towarzystwa Przyjaciół Piotrkowa Trybunalskiego.
- Nowości wydawnicze www.gazetalekarska.pl › ... › Numer 2001-12 20 gru 2001 – Ryszard Poradowski[5],

## Odznaczenia i wyróżnienia
Odznaczony m.in.,
- Srebrny Krzyż Zasługi
- Srebrna Odznaka „Za Opiekę nad Zabytkami”
- Laureat Nagrody Literackiej imienia Jerzego Wilmańskiego w Łodzi za 2018 rok[6]